# Stellantis
Stellantis este un producător franco-italian-american de automobile cu sediul central în Amsterdam, Țările de Jos, rezultat din fuziunea producătorilor PSA și FCA, după încheierea unui acord de fuziune 50-50 din anul 2020. Stellantis este înrădăcinat în verbul latin stello, care înseamnă „a străluci cu stelele”.

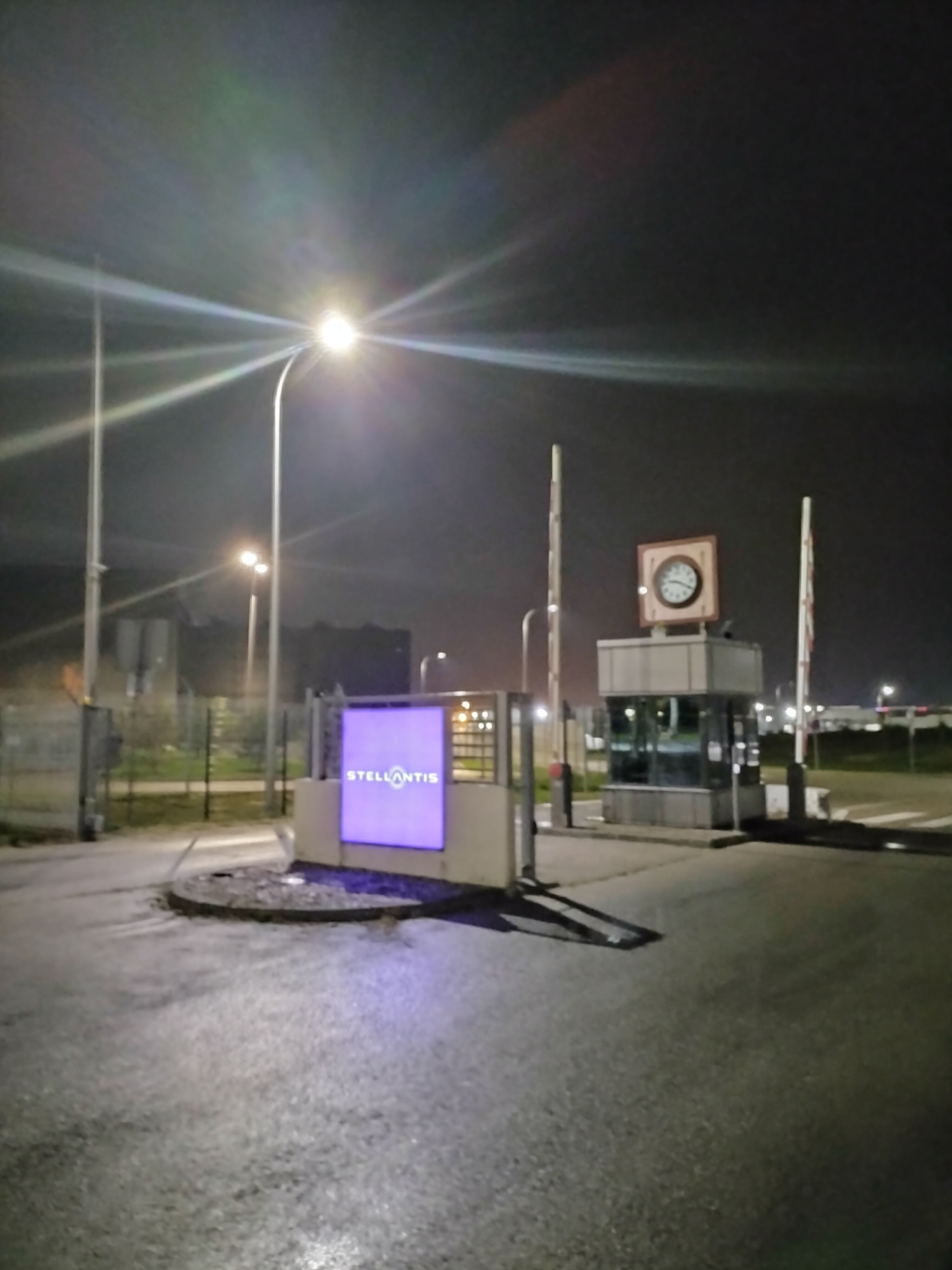

Stellantis este utilizat exclusiv ca marcă corporativă, în timp ce numele și siglele mărcilor constitutive ale grupului au rămas neschimbate după finalizarea acordului de fuziune.
Grupul a unit următoarele 14 mărci (în ordine alfabetică): Abarth, Alfa Romeo, Chrysler, Citroën, Dodge, DS Automobiles, Fiat, Jeep, Lancia, Maserati, Opel, Peugeot, Ram și Vauxhall.

## Legături externe
Materiale media legate de Stellantis la Wikimedia Commons
- STELLANTIS: The name of the new group resulting from the merger of FCA and Groupe PSA, joint press release of FCA and PSA